# Lager Luka
Koordinaten: 44° 52′ 42″ N, 18° 48′ 33″ O
Das  Lager Luka war ein während des Bosnienkrieges betriebenes Internierungslager in Brčko. Es diente den Vojska Republike Srpske dazu vor allem Bosniaken und Kroaten zu internieren.

## Geschichte
Von Mai 1992 bis Anfang Juli 1992 hielten serbische Truppen Hunderte von bosnischen Muslimen und Kroaten im Lager, einem Lagerhaus an der Save, unter unmenschlichen Bedingungen und unter bewaffneter Bewachung fest, wobei Häftlinge systematisch getötet wurden.

## Folgen
Am 14. Dezember 1999 wurde Goran Jelisić am Internationalen Strafgerichtshofs für das ehemalige Jugoslawien zu 40 Jahren Gefängnis verurteilt, weil er Verbrechen gegen die Menschlichkeit begangen und gegen das Kriegsrecht verstoßen hatte. Im Oktober 2004 bekannte sich Rajko Češić schuldig, 10 Morde und zwei Fälle von sexuellen Übergriffen im Lager begangen zu haben, und wurde zu 18 Jahren Haft verurteilt. Am 14. November 2011 wurde Branko Pudić, ein Wachmann im Lager, angeklagt, "täglich Folter ausgeübt, die Zivilbevölkerung im Lager unmenschlich behandelt und Leiden zugefügt" zu haben. Am 21. Dezember 2011 wurde Monika Ilić wegen des Verdachts der Begehung von Kriegsverbrechen gegen Nicht-Serben im Lager festgenommen.